# International Spy Museum
International Spy Museum (Nederlands: Internationaal spionagemuseum) is een museum over de geschiedenis van de spionage. Het bevindt zich in de Amerikaanse stad Washington D.C. en opende in juli 2002. In 2019 opende het museum in een nieuw gebouw. Dit project kostte $162 miljoen. De vaste collectie van het museum bestaat uit onder meer spionage gerelateerde voorwerpen van het Oude Egypte tot en met de Koude Oorlog. Ook hedendaagse spionagetechnieken komen aan de orde.

## Afbeeldingen

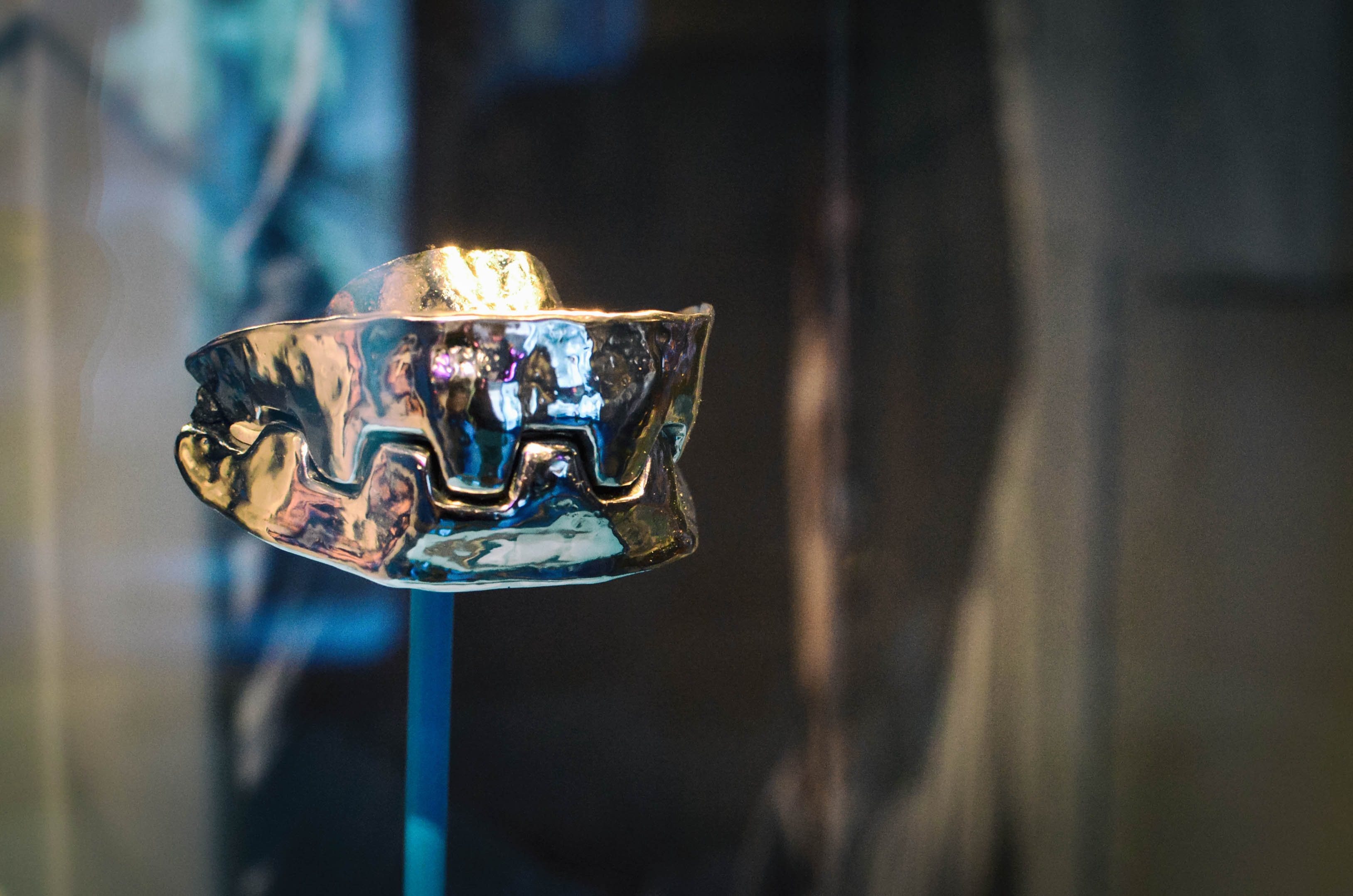
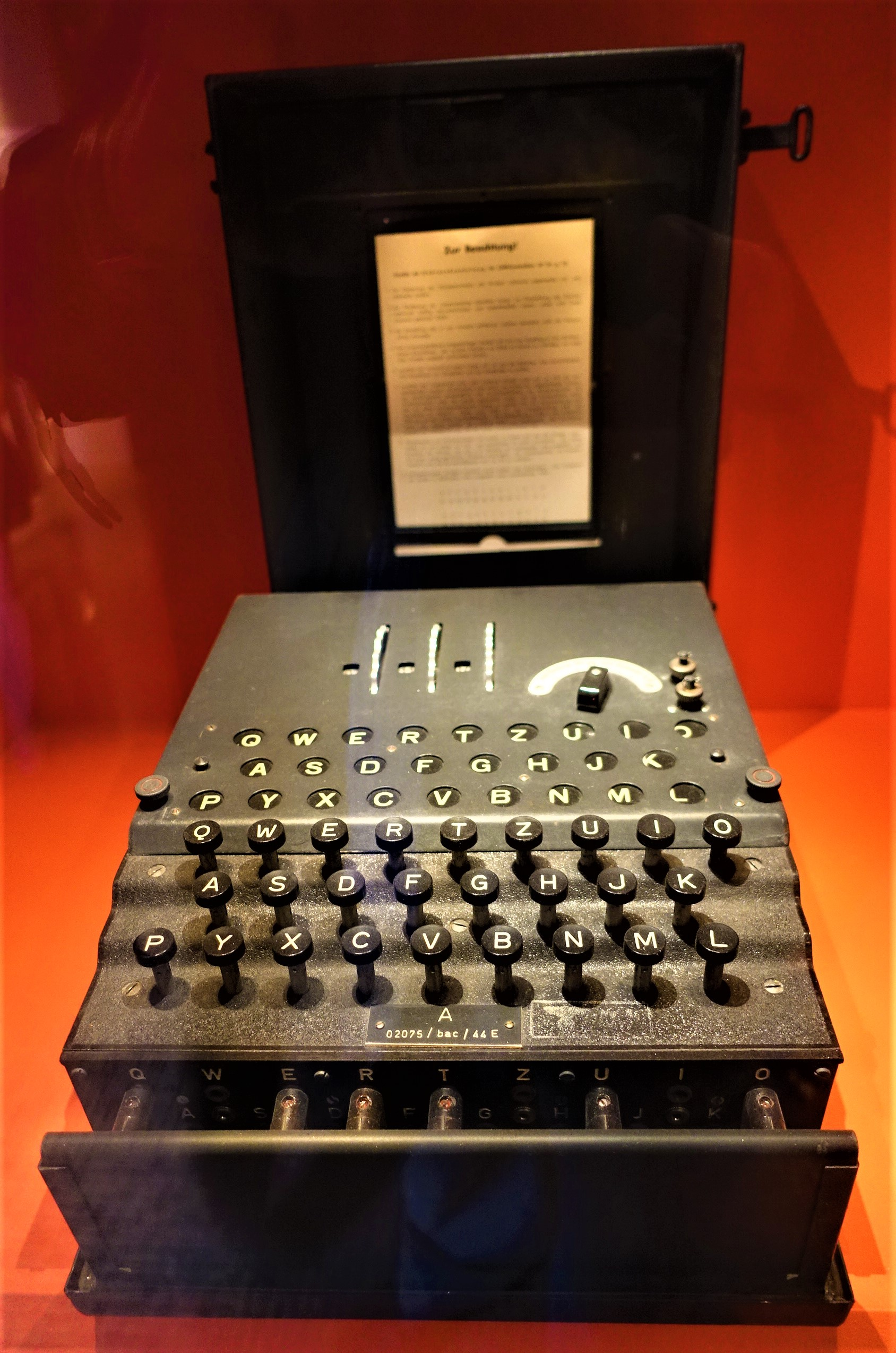
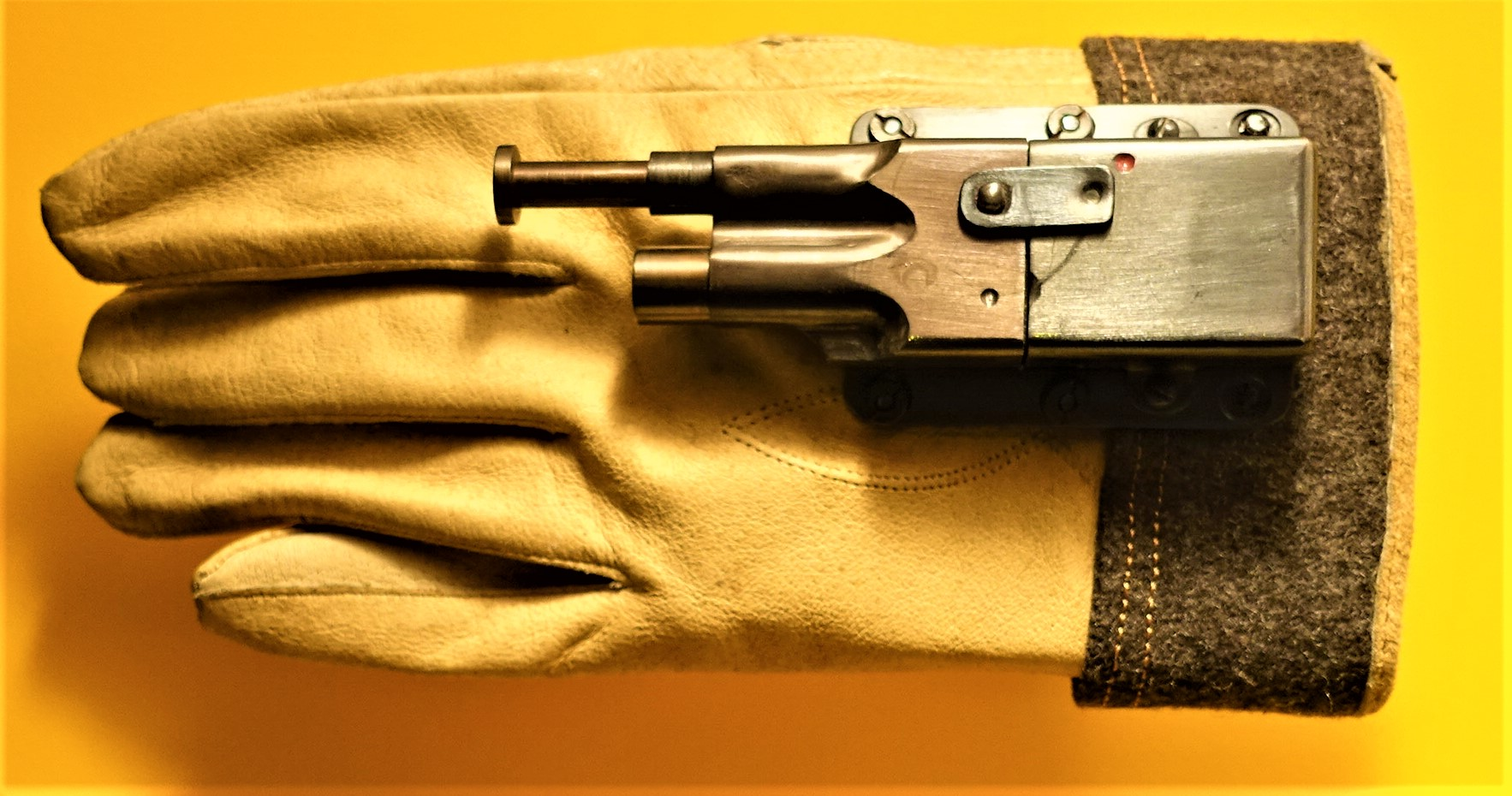
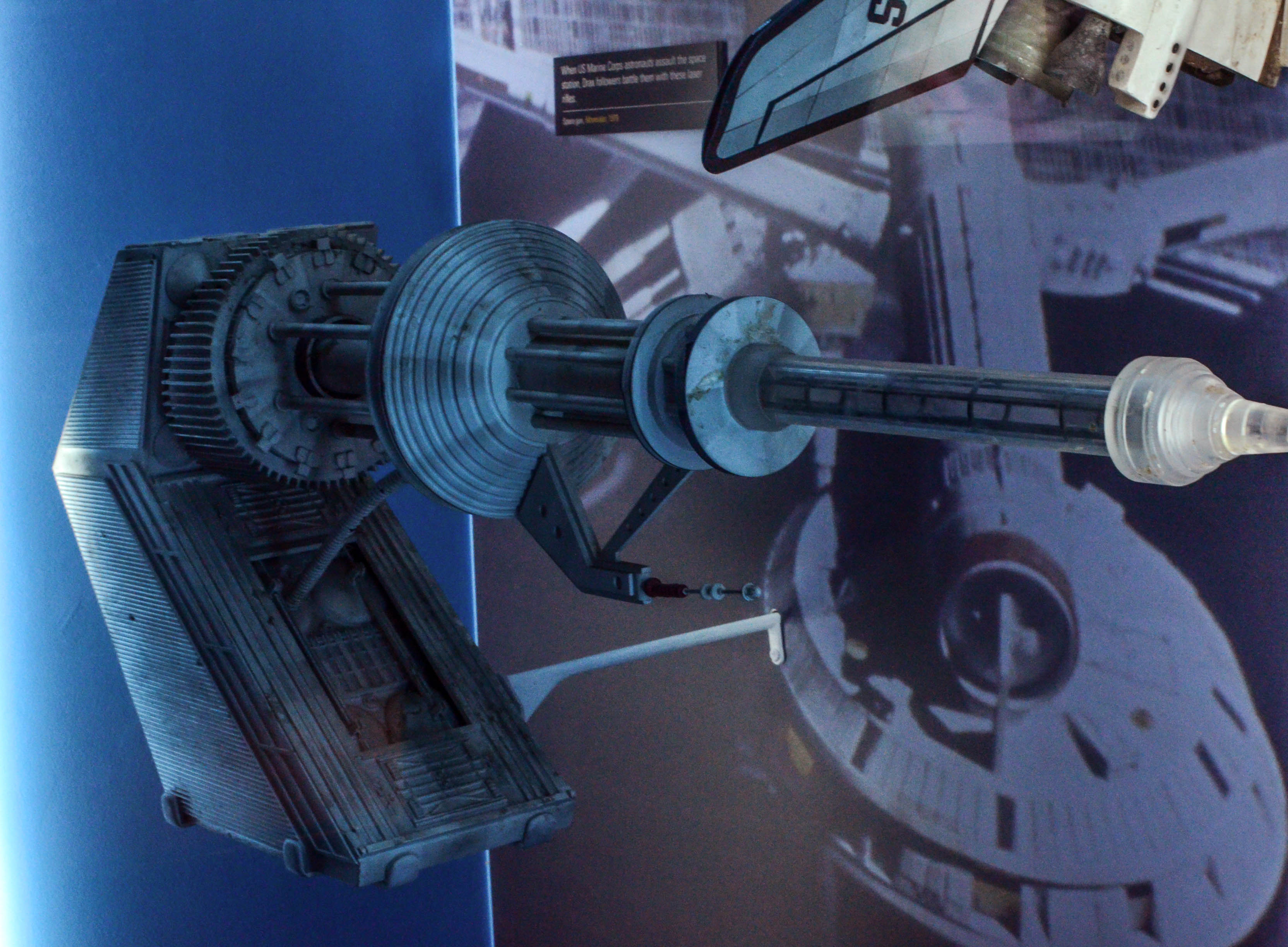
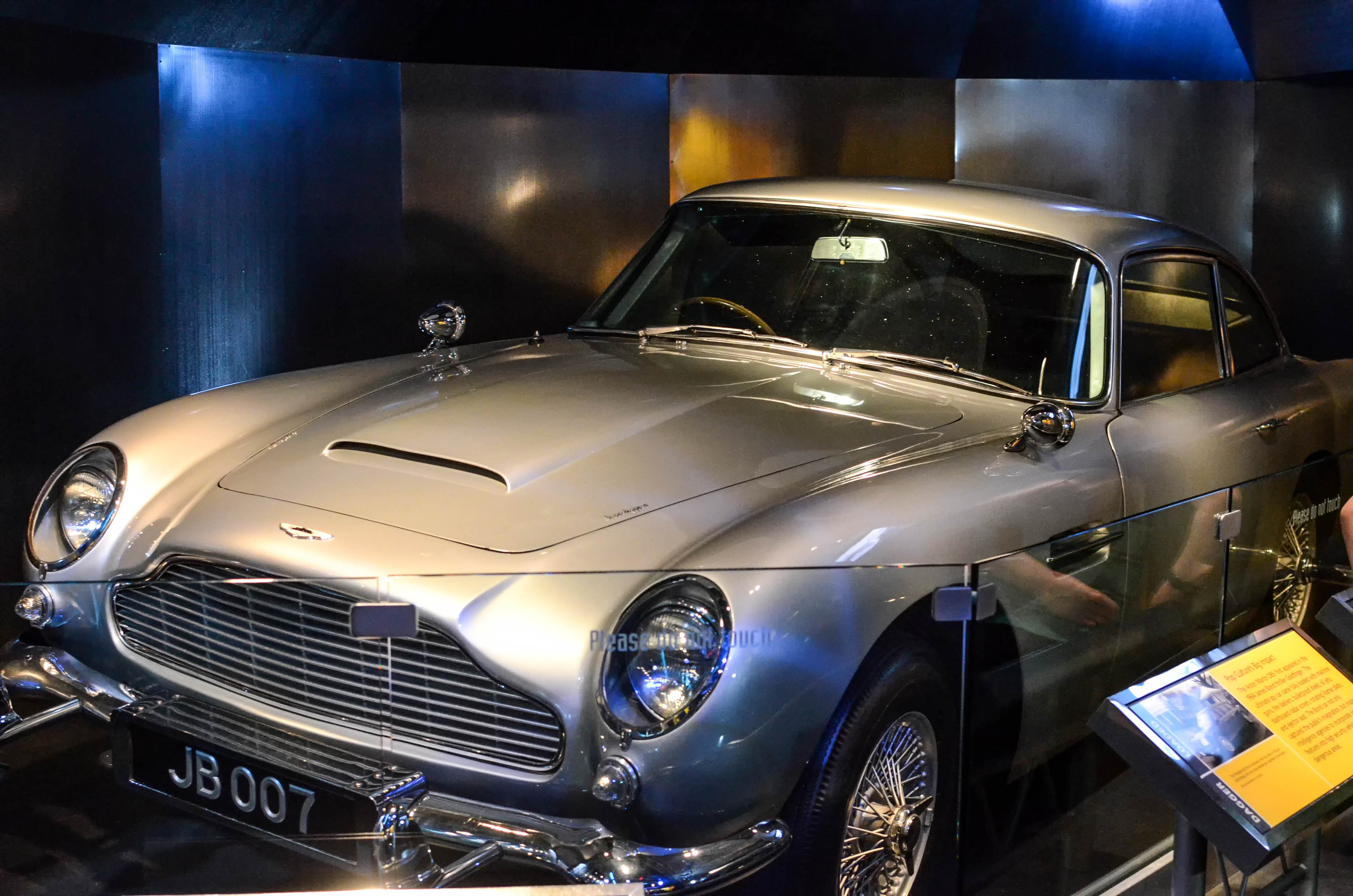